# Дайкунди
Дайкунди́ (дари دایکندی — Dāykondi, пушту دايکندي‎) — одна из тридцати четырёх провинций (вилаятов) Афганистана. Расположен приблизительно в 310 километров от Кабула.
Административный центр — город Нили. Территория — 8 088 км². Не контролируемый НАТО регион.

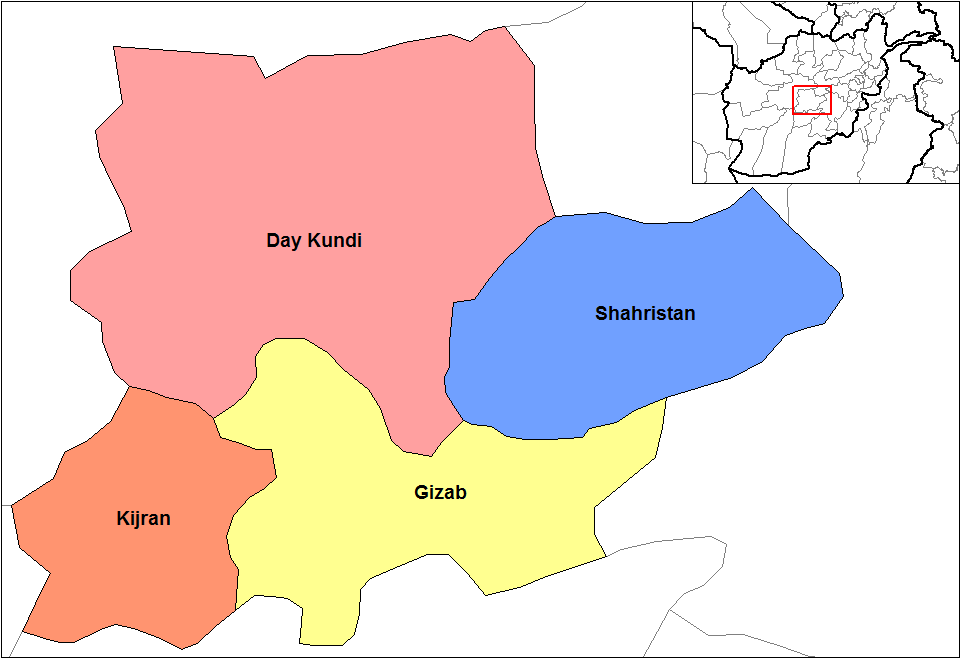
Районы Дайкунди (до 2005 года)

## История
Создан 28 марта 2004 года. Ранее был изолированной частью вилайята Урузган, на северной его части.

## Население
По состоянию на 2009 год в вилайяте проживало 417,3 тыс. чел. Хазарейцы составляют 86 % населения, пуштуны — 8,5 %.

## Административное деление
В состав провинции Дайкунди входят 8 районов:
- Аштарлай
- Киджран
- Китти
- Мирамор
- Нили
- Санги-Тахт
- Хедир
- Шахристан